# Val Mastallone
La Val Mastallone è una valle laterale della Valsesia lungo l'omonimo torrente Mastallone.

## La valle
Si estende dalla città di Varallo per circa 25 km passando per i comuni di Cravagliana (che è il capoluogo) per poi biforcarsi: uno dei due rami porta al paese di Fobello e Cervatto, mentre l'altro al paese di Rimella. È abitata da circa 750 residenti. Tuttavia si registra un buon flusso di villeggianti durante il periodo estivo e natalizio che permettono di triplicare tale cifra. Nella Valle sono compresi una parte del comune di Varallo (frazioni di Aniceti/Pianebelle, Barattina, Cervarolo, Sabbia) ed i comuni di Cervatto, Cravagliana, Fobello e Rimella. 
La parte alta della valle è compresa nel parco naturale dell'Alta Val Sesia e dell'Alta Val Strona.

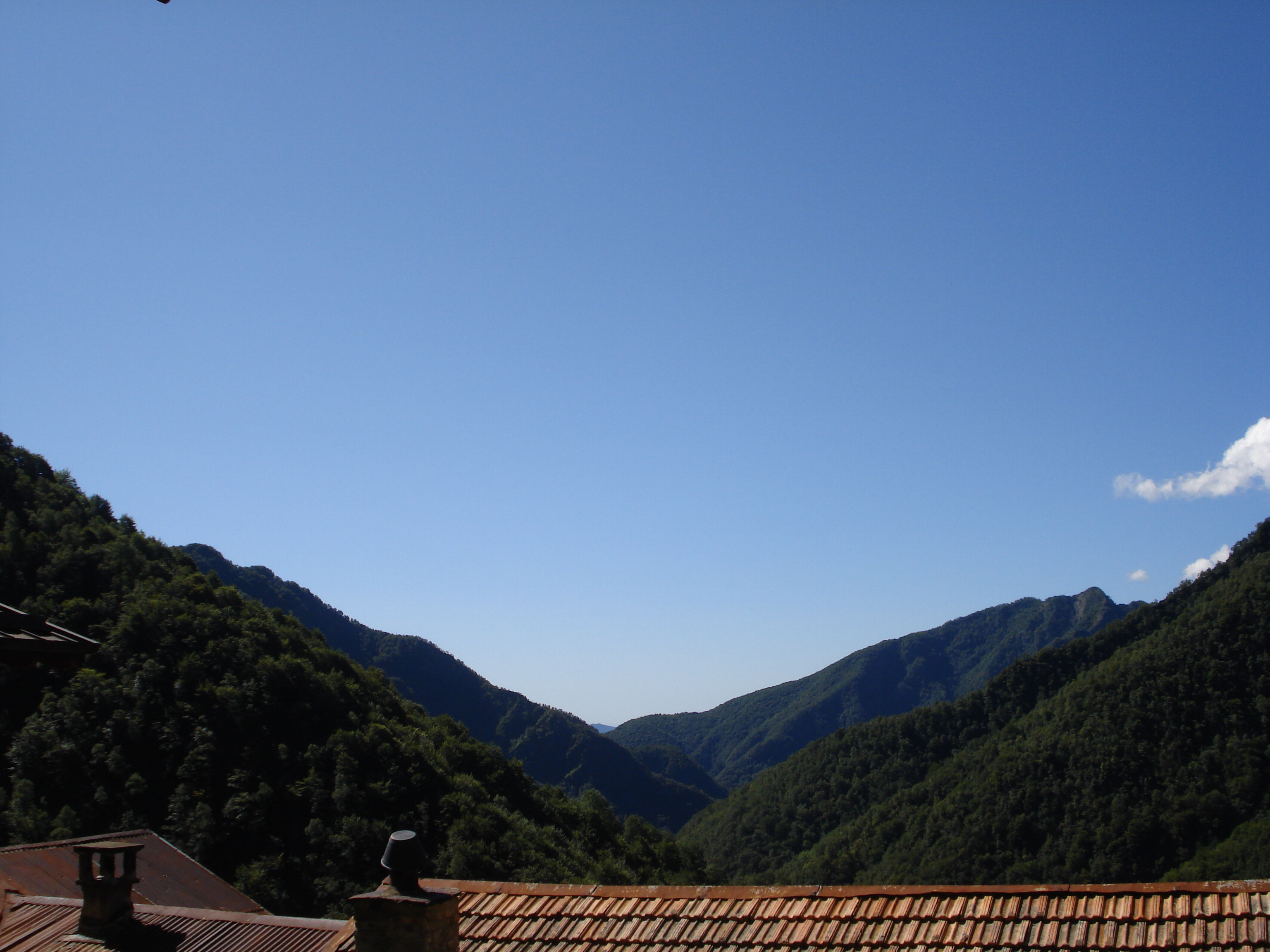
Panorama dell'imbocco della Valle

## Economia
Le attività economiche sono legate al turismo montano ed all'allevamento di bestiame. Alcune attività artigianali tuttavia sopravvivono, così come alcune imprese edili. A Cravagliana era presente un'area industriale, dismessa nei primi anni 2000. Erano presenti piccoli impianti di sci a Cervatto e a Fobello in località Belvedere, ormai chiusi a causa dell'altitudine relativamente bassa ed all'esposizione meridionale delle piste che non ne garantivano un innevamento adeguato e costante.

## Vie di comunicazione
La Val Mastallone è attraversata dalla SP 9 lungo la dorsale, che la collega agevolmente con il capoluogo valsesiano. Da essa si diramano varie strade secondarie, quasi tutte ad unica corsia, che permettono di collegare le località site ai fianchi della vallata. Non vi sono ad oggi collegamenti di altro tipo verso la Val Grande o la provincia del Verbano-Cusio-Ossola.

## Peculiarità
Per il suo elevato valore ambientale è riconosciuta come Sito di importanza comunitaria. Attraverso i comuni di Fobello e Rimella passano i sentieri della GTA. 

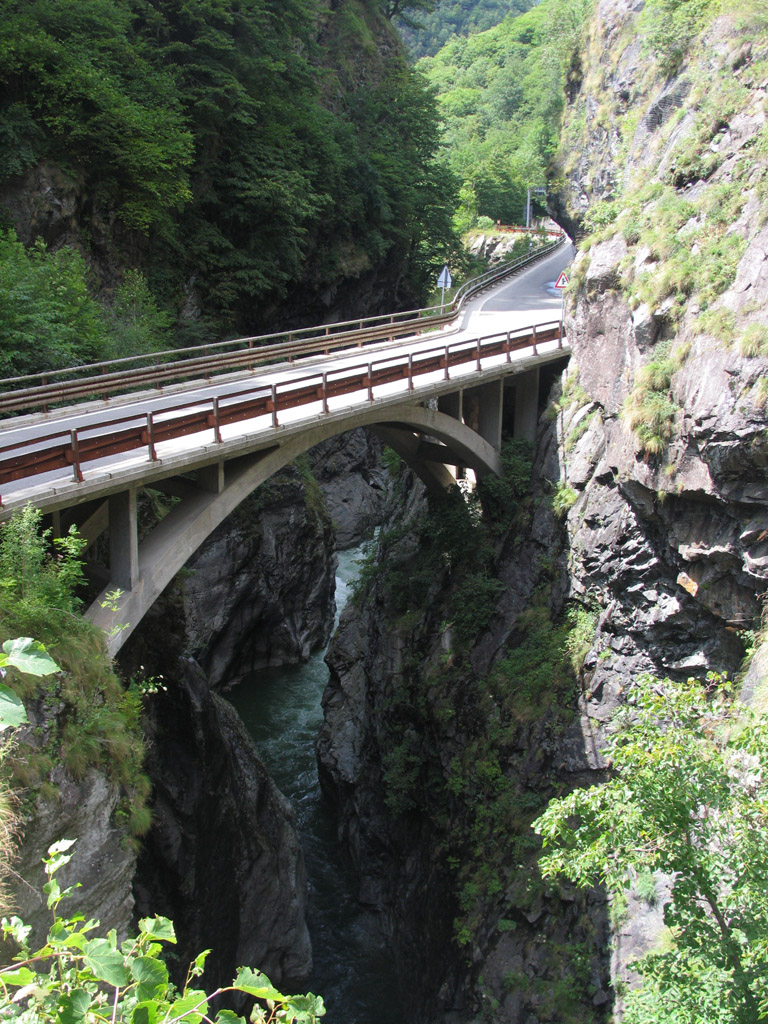
Il nuovo Ponte della Gula

 A breve distanza da Varallo si incontra il Ponte della Gula, un'opera interamente in sasso con struttura ad arco posta in una profondissima gola alle porte della valle. Qui vennero anche girate alcune scene del film Tiro al piccione (anno 1961).

## Demografia dei comuni
Nel dettaglio fanno parte della Val Mastallone i seguenti 4 comuni + l'ex comune di Sabbia (Popolazione residente al 31 dicembre 2019 - Dato Istat): 
| Posizione    | Stemma | Città       | Popolazione (ab) | Superficie (km²) | Densità (ab/km²) | Altitudine (m s.l.m.) | Altitudine Minima (m s.l.m.) | Altitudine Massima (m s.l.m.) |
| ------------ | ------ | ----------- | ---------------- | ---------------- | ---------------- | --------------------- | ---------------------------- | ----------------------------- |
| 1º           |        | Cravagliana | 250              | 34,86            | 7,17             | 614                   | 528                          | 2139                          |
| 2º           |        | Fobello     | 191              | 28,14            | 6,79             | 873                   | 778                          | 2459                          |
| 3º           |        | Rimella     | 137              | 26,27            | 5,22             | 1176                  | 871                          | 2420                          |
| 4º           |        | Cervatto    | 54               | 9,54             | 5,66             | 1004                  | 824                          | 2081                          |
| 5º           |        | Sabbia      | 54               | 14,85            | 3,64             | 728                   | 559                          | 2111                          |
| Totale Valle | –      | –           | 686              | 113,66           | 6,02             | -                     | 528                          | 2459                          |